# 4D-Ultraschall

4-D-Aufnahme einer Mitralklappe

Der 4-D-Ultraschall ist eine Methode der Ultraschalluntersuchung (Sonografie), bei der das Ultraschallgerät ein dreidimensionales Bild des Untersuchungsobjekts in Echtzeit erzeugt. Aus diesem Grund wird der 4-D-Ultraschall auch Live-3-D-Ultraschall genannt. Verwendet wird er insbesondere im Rahmen der medizinischen Kardiologie und Pränataldiagnostik.

## Anwendung in der Schwangerschaftsvorsorge
Die Methode des 3D-Ultraschalls, die eine räumliche Darstellung des ungeborenen Kindes bzw. einzelner Organe des Kindes erlaubt, wird um eine vierte Dimension, die Zeit, ergänzt. Dadurch entsteht am Ultraschallmonitor ein ständig aktualisiertes, dreidimensionales Bild, in dem sich die Kindsbewegungen in Echtzeit (also fast ohne zeitliche Verzögerung) darstellen lassen.
Ebenso wie der 3D-Ultraschall dient auch der 4-D-Ultraschall in erster Linie der Erkennung bzw. näheren Einschätzung von körperlichen Besonderheiten beim ungeborenen Kind. Chromosomale Besonderheiten (z. B. Down-Syndrom, Edwards-Syndrom, Pätau-Syndrom) können nicht diagnostiziert werden. Lediglich bestimmte körperliche Besonderheiten (sonografische Softmarker) können Hinweise auf eine Chromosomenbesonderheit geben, so dass z. B. eine Amniozentese zur Diagnostik in Erwägung gezogen werden kann. So wird „die Ultraschalluntersuchung … auch die Schiene für pränataldiagnostisch-invasive Maßnahmen wie Fruchtwasserpunktion, Chorionzottenbiopsie und Chordozentese.“